# Warungkadu
Warungkadu is een bestuurslaag in het regentschap Purwakarta van de provincie West-Java, Indonesië. Warungkadu telt 2241 inwoners (volkstelling 2010).